# Pexopsis shanghaiensis
Pexopsis shanghaiensis är en tvåvingeart som beskrevs av Sun och Zhao 1993. Pexopsis shanghaiensis ingår i släktet Pexopsis och familjen parasitflugor. Inga underarter finns listade i Catalogue of Life.